# Saint-François-de-Beauce
Saint-François-de-Beauce est une ancienne municipalité du Québec qui a été annexée à la ville de Beauceville en 1998, dans la MRC de Robert-Cliche (aujourd'hui Beauce-Centre) et dans la région administrative de la Chaudière-Appalaches.

## Toponymie
La paroisse de Saint-François-de-Beauce, alors désignée seulement sous le nom de Saint-François fut probablement mis sous le patronage de Saint François d'Assise en l'honneur du premier missionnaire le père récollet François Carpentier, qui desservit la paroisse de 1737 à 1743. La seigneurie Rigaud-De Vaudreuil était également surnommé seigneurie Saint-François dès 1763, fut, peu de temps après sa concession en 1736, échangé par le Sieur Fleury de la Gorgendière à son voisin François-Pierre de Rigaud de Vaudreuil, le nom de Saint-François a donc pu s'imposer en hommage au premier seigneur de la seigneurie locale.
L'élément Beauce a été ajouté dû à la situation géographique de la municipalité dans le comté de Beauce et également pour différencier la municipalité d'autres désignées sous le nom de Saint-François ou de Saint-François-d'Assise au Québec.

## Administration
| Période | Période | Identité                                  | Étiquette | Qualité                                       |
| ------- | ------- | ----------------------------------------- | --------- | --------------------------------------------- |
| 1845    | 1847    | Louis Bernard                             |           |                                               |
| 1855    | 1858    | Ambroise Morin                            |           |                                               |
| 1858    | 1859    | Michael Foley                             |           |                                               |
| 1859    | 1864    | Charles Joseph Chaussegros de Léry        |           |                                               |
| 1864    | 1866    | Jean-Pierre Proulx                        |           |                                               |
| 1866    | 1868    | Narcisse Rodrigue                         |           |                                               |
| 1868    | 1870    | Joseph Denys                              |           |                                               |
| 1870    | 1872    | Martin Mathieu                            |           |                                               |
| 1872    | 1873    | Jean Doyon                                |           |                                               |
| 1873    | 1874    | Joseph Rodrigue                           |           |                                               |
| 1874    | 1875    | Bernard Poulin                            |           |                                               |
| 1875    | 1876    | Joseph Fortin                             |           |                                               |
| 1876    | 1877    | Bernard Poulin                            |           |                                               |
| 1877    | 1889    | William-Henri Brouage Chaussegros de Léry |           |                                               |
| 1889    | 1895    | P. Cyprien Fortin                         |           | Également maire de Beauceville de 1904 à 1906 |
| 1895    | 1898    | Pierre Bourque                            |           |                                               |
| 1898    | 1901    | Joseph Godbout                            |           |                                               |
| 1901    | 1902    | Cyrille Paré                              |           |                                               |
| 1902    | 1903    | Georges Gilbert                           |           |                                               |
| 1903    | 1904    | Pierre-Ferdinand Renault                  |           | Également maire de Beauceville de 1906 à 1908 |
| 1904    | 1908    | Napoléon Roy                              |           |                                               |
| 1908    | 1910    | Joseph Lessard                            |           |                                               |
| 1910    | 1911    | Charles Bernard                           |           |                                               |
| 1911    | 1915    | St-Jean Gagnon                            |           |                                               |
| 1915    | 1918    | Charles Denis                             |           |                                               |
| 1918    | 1919    | Paul Rodrigue                             |           |                                               |
| 1919    | 1919    | Joseph Champagne                          |           |                                               |
| 1919    | 1920    | Ernest Bisson                             |           |                                               |
| 1920    | 1921    | Arthur Rodrigue                           |           |                                               |
| 1921    | 1923    | Josaphat Rodrigue                         |           |                                               |
| 1923    | 1925    | Napoléon Bernard                          |           |                                               |
| 1925    | 1926    | Charles Bolduc                            |           |                                               |
| 1926    | 1929    | Joseph Mathieu                            |           |                                               |
| 1929    | 1933    | Paul Rodrigue                             |           |                                               |
| 1933    | 1937    | Joseph Mathieu                            |           |                                               |
| 1937    | 1939    | Gédéon Grondin                            |           |                                               |
| 1939    | 1947    | Joseph Mathieu                            |           |                                               |
| 1947    | 1949    | Omer Rodrigue                             |           |                                               |
| 1949    | 1955    | Louis Roy                                 |           |                                               |
| 1955    | 1956    | Vénère Cliche                             |           |                                               |
| 1956    | 1963    | Raymond Roy                               |           |                                               |
| 1963    | 1968    | Georges-Henri Roy                         |           |                                               |
| 1968    | 1973    | Alphonse Lessard                          |           |                                               |
| 1973    | 1979    | Léo-Paul Roy                              |           |                                               |
| 1979    | 1998    | Denis Poulin                              |           |                                               |

## Chronologie
- 1er juillet 1845 : Érection de la municipalité de St. François de Beauce.
- 1er septembre 1847 : La municipalité cesse d'exister à la suite de la création du comté de Beauce.
- 1er juillet 1855 : Érection de la paroisse de St. François d'Assise de la division du comté de Beauce.
- 23 mars 1957 : La paroisse de St. François d'Assise devient la municipalité de Saint-François de Beauce.
- 15 mars 1969 : La municipalité de Saint-François de Beauce change son nom pour Saint-François-de-Beauce.
- 25 février 1998 : La municipalité, ainsi que Saint-François-Ouest, est annexée à la ville de Beauceville.

## Démographie
| 1861  | 1871  | 1881  | 1891  | 1901  | 1911  | 1921  | 1931  | 1941  |
| ----- | ----- | ----- | ----- | ----- | ----- | ----- | ----- | ----- |
| 3 302 | 3 982 | 4 181 | 4 022 | 4 535 | 3 261 | 3 264 | 3 040 | 1 745 |

| 1951  | 1956  | 1961  | 1966  | 1971 | 1976 | 1981  | 1986  | 1991  |
| ----- | ----- | ----- | ----- | ---- | ---- | ----- | ----- | ----- |
| 1 021 | 1 361 | 1 282 | 1 064 | 936  | 941  | 1 057 | 1 099 | 1 238 |

| 1996  | - | - | - | - | - | - | - | - |
| ----- | - | - | - | - | - | - | - | - |
| 1 357 | - | - | - | - | - | - | - | - |